# ناقلة الميثيل-دنا (خاص بـ4N-سايتوسين)
ناقلة الميثيل-دنا الخاص بـموقع الارتباط 4N-سايتوسين هو إنزيم له الإسم التصنيفي
S-أدينوزيل-L-مثيونين:دنا-سايتوسين 4N ناقلة الميثيل (بالإنجليزية: S-adenosyl-L-methionine:DNA-cytosine N4-methyltransferase)‏  ويقوم بتحفيز المعادلة التالية:
S-أدينوزيل-L-مثيونين + سايتوسين الدنا {\displaystyle \rightleftharpoons } S-أدينوزيل-L-هوموسيستئين+ 4N-ميثيل سايتوسين الدنا
وهو مجموعة كبيرة من الإنزيمات. 